# Headstrong (Album)
Headstrong (englisch für „eigensinnig“) ist das Debütalbum der US-amerikanischen Schauspielerin und Sängerin Ashley Tisdale, die durch den Musical-Fernsehfilm High School Musical berühmt wurde. Es erschien in Deutschland am 23. November 2007, in den Vereinigten Staaten wurde es am 6. Februar 2007 veröffentlicht.

## Hintergrund
Headstrong wurde im Herbst 2006 in über einem Dutzend Studios aufgenommen. Für die Aufnahmen arbeitete Tisdale mit im Musikgeschäft etablierten Produzenten zusammen, so u. a. Jonathan „J. R.“ Rotem (Britney Spears, Rihanna), The Matrix (B. Spears, Hilary Duff), Kara DioGuardi (Gwen Stefani, Ashlee Simpson), Guy Roche und Shelly Peiken (Christina Aguilera). Zunächst sollte es auch noch 2006 erscheinen, doch war Tisdale beschäftigt mit den Aufnahmen der Serie Hotel Zack & Cody, in der sie mitspielt, und Promotion für High School Musical, daher entschied man sich für einen Veröffentlichungstermin im Frühjahr 2007.
Das Album enthält auch zwei von Tisdale gecoverte Songs: Don’t Touch (ursprünglich „Zoom“) von Tata Young und Goin’ Crazy (original: „All Eyes on You“) von Sandy Mölling, was mit der Überschneidung der Songwriter zusammenhängt.
Am 17. Oktober 2008 wurde ihre in Deutschland vierte Single Be Good To Me veröffentlicht – sechs Tage vor dem Anlaufen des Films High School Musical 3: Senior Year, in dem sie wie in den vorherigen beiden Teilen mitspielt. Der Soundtrack zum Film, erscheint am 21. Oktober.

## Promotion
Das Musikvideo von He Said She Said promotete u. a. auch Eckored.
Tisdale selbst warb für Headstrong, indem sie auf der Tournee zu High School Musical in verschiedenen Ländern je drei der Lieder des Albums sang.

## Titelliste
| Nr. | Titel                           | Songwriter                                                         | Produzenten          | Länge |
| --- | ------------------------------- | ------------------------------------------------------------------ | -------------------- | ----- |
| 1   | Intro                           | –                                                                  | Jack D. Elliot       | 1:05  |
| 2   | So Much for You                 | Adam Longlands, Lauren Christy, Scott Spock, Graham Edwards        | The Matrix           | 3:06  |
| 3   | He Said She Said                | Jonathan Reuven Rotem, Evan „Kidd“ Bogart, Ryan „Alias“ Tedder     | J. R. Rotem          | 3:08  |
| 4   | Be Good to Me feat. David Jassy | Kara DioGuardi, Joacim Persson, Niclas Molinder                    | Twin                 | 3:34  |
| 5   | Not Like That                   | J. Persson, N. Molinder, Pelle Ankarberg, D. Jassy, Ashley Tisdale | Twin                 | 3:02  |
| 6   | Unlove You                      | Guy Roche, Shelly Peiken, Sarah Hudson                             | G. Roche             | 3:29  |
| 7   | Positivity                      | G. Roche, S. Peiken, Samantha Jade                                 | G. Roche             | 3:46  |
| 8   | Love Me for Me                  | Diane Warren                                                       | Emanuel Kiriakou     | 3:47  |
| 9   | Goin’ Crazy                     | J. Persson, N. Molinder, P. Ankarberg, Celetia Martin              | Twin                 | 3:10  |
| 10  | Over It                         | Ashley Tisdale, Bryan Todd, Michael „Smidi“ Smith                  | B. Todd, M. Smith    | 2:55  |
| 11  | Don’t Touch (The Zoom Song)     | Adam Anders, Nikki Hassman, Rasmus Bille Bähncke, Rene Tromborg    | A. Anders, Supaflyas | 3:13  |
| 12  | We’ll Be Together               | S. Peiken                                                          | Mark Hammond         | 4:01  |
| 13  | Headstrong                      | A. Longlands, L. Christy, S. Spock, G. Edwards                     | The Matrix           | 3:11  |
| 14  | Suddenly                        | Janice Robinson, Ashley Tisdale                                    | G. Roche             | 3:40  |

## Kritiken
„Immerhin steht Ashley erst am Anfang ihrer Karriere. Stimme und Ausstrahlung hat sie, und wenn diese Platte auch hauptsächlich die Fangemeinde der Disney-Produktion und die Freunde tanzbarer, aber belangloser Mainstream-Musik begeistern dürfte, gebe ich sie nicht ganz auf. Immerhin heißt das Album schon mal ‚Headstrong‘, also ‚eigensinnig‘, vielleicht kommt beim nächsten Mal ja etwas mehr davon rüber.“

## Charts und Chartplatzierungen

### Album
| ChartsChartplatzierungen       | Höchstplatzierung | Wochen |
| ------------------------------ | ----------------- | ------ |
| Deutschland (GfK)              | 33 (24 Wo.)       | 24     |
| Österreich (Ö3)                | 21 (17 Wo.)       | 17     |
| Schweiz (IFPI)                 | 98 (1 Wo.)        | 1      |
| Vereinigte Staaten (Billboard) | 5 (33 Wo.)        | 33     |

### Singles
| Jahr | Titel            | Höchstplatzierung, Gesamtwochen, AuszeichnungChartplatzierungen (Jahr, Titel, , Platzierungen, Wochen, Auszeichnungen, Anmerkungen) | Höchstplatzierung, Gesamtwochen, AuszeichnungChartplatzierungen (Jahr, Titel, , Platzierungen, Wochen, Auszeichnungen, Anmerkungen) | Höchstplatzierung, Gesamtwochen, AuszeichnungChartplatzierungen (Jahr, Titel, , Platzierungen, Wochen, Auszeichnungen, Anmerkungen) | Höchstplatzierung, Gesamtwochen, AuszeichnungChartplatzierungen (Jahr, Titel, , Platzierungen, Wochen, Auszeichnungen, Anmerkungen) | Anmerkungen                                                |
| Jahr | Titel            | DE | AT | CH | US | Anmerkungen                                                |
| ---- | ---------------- | --- | --- | --- | --- | ---------------------------------------------------------- |
| 2007 | Be Good to Me    | DE57 (4 Wo.)DE | AT67 (2 Wo.)AT | — | US80 (2 Wo.)US | Erstveröffentlichung: 6. Februar 2007                      |
| 2007 | He Said She Said | DE17 (16 Wo.)DE | AT21 (16 Wo.)AT | — | US58 Gold · (8 Wo.)US | Erstveröffentlichung: 12. Februar 2007 Verkäufe: + 500.000 |
| 2008 | Not Like That    | DE20 (9 Wo.)DE | AT31 (9 Wo.)AT | CH27 (8 Wo.)CH | — | Erstveröffentlichung: 25. Januar 2008                      |
| 2008 | Suddenly         | DE45 (5 Wo.)DE | — | — | — | Erstveröffentlichung: 2. Mai 2008                          |

## Auszeichnungen für Musikverkäufe
Headstrong erhielt unter anderem für über 500.000 verkaufte Einheiten eine Goldene Schallplatte in den Vereinigten Staaten. Weitere Gold-Auszeichnungen erhielt das Album in Argentinien und Irland, sodass es weltweit für 527.500 mit drei Goldenen Schallplatten ausgezeichnet wurde. Quellen zufolge soll sich das Album weltweit über eine Million Mal verkauft haben.
| Land/Region               | Auszeichnungen für Musikverkäufe (Land/Region, Auszeichnung, Verkäufe) | Verkäufe |
| ------------------------- | ---------------------------------------------------------------------- | -------- |
| Argentinien (CAPIF)       | Gold                                                                   | 20.000   |
| Irland (IRMA)             | Gold                                                                   | 7.500    |
| Vereinigte Staaten (RIAA) | Gold                                                                   | 500.000  |
| Insgesamt                 | 3× Gold ·                                                              | 527.500  |

Hauptartikel: Ashley Tisdale/Auszeichnungen für Musikverkäufe